# Булгу
Булгу (фр. Boulgou) — одна з 45 провінцій Буркіна-Фасо. Знаходиться в Східно-Центральному регіоні, столиця провінції — Тенкодого. Площа Булгу — 6692 км².
Населення станом на 2006 — 542 286 осіб.

## Адміністративний поділ
Булгу підрозділяється на 13 департаментів.